# Only You (And You Alone)
Only You (And You Alone) (с англ. — «Только ты (и ты одна)», часто сокращается как «Only You») — популярная песня 1950-х, написанная сочинителем песен Баком Рамом. Наиболее известными исполнителями знаменитой мелодии о любви является группа «The Platters», сделавшая запись песни в 1955 году.

## История песни

### The Platters
Первая сессия записи песни Only You (And You Alone) группой «The Platters» под лейблом «Federal Records» оказалась неудачной, но после того, как песня была повторно записана на «Mercury Records», Only You стала хитом.
Сингл «Only You» был выпущен 3 июля 1955 года под лейблом «Mercury Records». В музыкальных чартах «Only You» считался самым успешным хитом 1955 года, занимая № 1 в США и оставаясь на первых позициях в течение семи недель, а также хитом № 5 в списках Поп-чартов, где находился в течение 30 недель, отстраняя из списков кавер-версию песни Only You (And You Alone) белой группы «The Hilltoppers».
После записи группой «The Platters» песни «The Great Pretender» хит «Only You» был включён на обратную сторону пластинки: The Great Pretender/Only You.
Часто исполнение песни ошибочно приписывают Элвису Пресли из-за похожей вокальной манеры, однако Элвис никогда не пел эту песню.

### Другие исполнители
- В СССР в 1960-х годах была популярна русскоязычная кавер-версия «Только ты» (1963) в исполнении Эдиты Пьехи, русский текст написан Ильёй Самойловым.
- Версия песни Бобби Хатфилда, участника группы Righteous Brothers, заняла позицию № 95 в чартах Billboard в 1969 году.
- В 1974 году музыкант и барабанщик группы «The Beatles» Ринго Старр записал собственную версию песни Only You (And You Alone) для своего альбома Goodnight Vienna. Песня в исполнении Старра стала хитом, занимая позицию № 1 на американской Adult Contemporary в начале 1975 года.
- В 1984 году Карел Готт записал кавер-версию «Z dávných dnů», включённую в альбом «Hrátky s láskou»[3].
- Демонстрационная версия Only You (And You Alone) Джона Леннона включена в его музыкальный сборник «Anthology» (1998).
- В 2006 году новая версия песни вошла в альбом «Forever Begins Tonight» Патрицио Буанне.

## Использование песни в кинофильмах и играх
Песня регулярно включается в саундтреки различных фильмов, среди которых:
- 1956: «Rock Around The Clock» — в исполнении The Platters песня звучит в фильме полностью. В этом же фильме звучит и The Great Pretender;
- 1973: «Американские граффити» — в этом фильме также звучит и The Great Pretender;
- 1978: «Супермен»;
- 1979: «Горячая жевательная резинка 2: Постоянная подружка»;
- 1983: «Бал» — в фильме Этторе Скола «Only You», в числе других мелодий, используется для того, чтобы воссоздать через музыку атмосферу 1956 года;
- 1990: «Господин Судьба»;
- 1991:
  - «Горячие головы!» — герой Чарли Шина исполняет песню в посвящении героине Валерии Голино;
  - «Человек на Луне» — фильм Роберта Маллигана.
- 1993: «Я женился на убийце с топором» — в комедии Майка Майерса главная героиня знает слова к песне «Only You» на шести различных языках;
- 1995: «Сержант Билко».
- 2011: Batman: Arkham City — в конце Джокер оставил Бэтмену голосовое сообщение, где напевает эту песню.
- 2015: Batman: Arkham Knight — Пугало вкалывает Бэтмену свой токсин страха, и Джокер берёт верх над его разумом. В галлюцинации под «Only You» он убивает всех знакомых преступников.
- 2018: Far Cry 5 — данную песню использует антагонист Иаков Сид для промывки мозгов и создания у главного героя условного рефлекса убивать своих напарников.